# Eparchia di Chicago e dell'America centrale

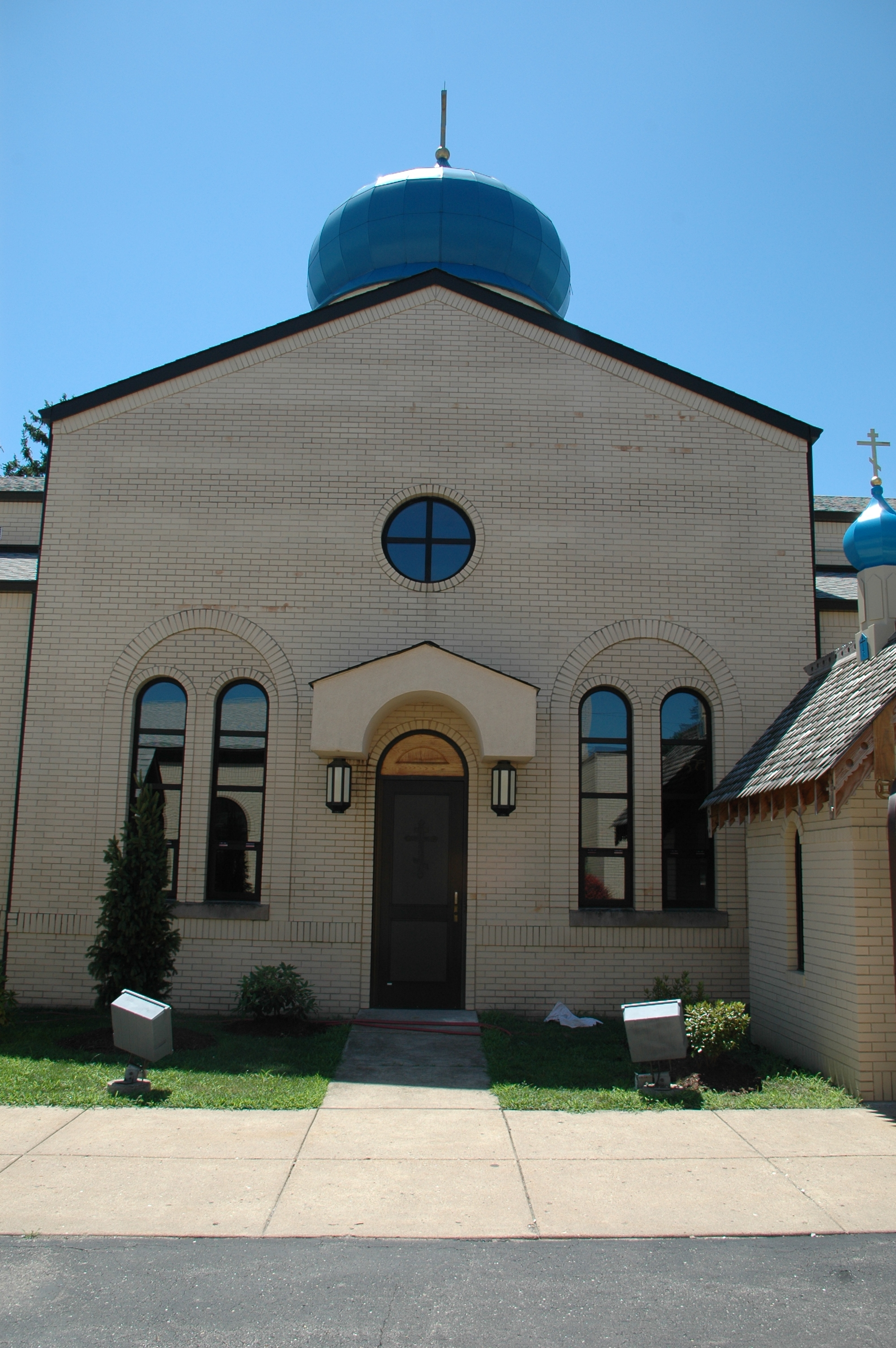
La cattedrale della Protezione di Maria a Des Plaines.

L'eparchia di Chicago e dell'America centrale (in russo Чикагская и Средне-Американская епархия?; in inglese Diocese of Chicago and Mid-America) è una eparchia della Chiesa ortodossa russa fuori dalla Russia (ROCOR).

## Territorio
L'eparchia ha giurisdizione sui fedeli dipendenti dalla ROCOR, che risiedono negli stati centrali degli Stati Uniti d'America: Illinois, Arkansas, Wisconsin, Indiana, Kansas, Minnesota, Missouri, Ohio, North Dakota e Texas.
Sede eparchiale è la città di Des Plaines, sobborgo di Chicago, dove si trova la cattedrale eparchiale della Protezione di Maria.
L'eparchia è suddivisa in 6 decanati.

## Storia
L'eparchia di Chicago e Cleveland fu eretta dal sinodo della ROCOR nel 1954 ricavandone il territorio dall'eparchia dell'America orientale. Nel 1957 fu soppressa l'eparchia di Detroit e il suo territorio annesso a quello di Chicago e Cleveland, che da questo momento assunse il nome di eparchia di Chicago, Detroit e Midwest.
Nel 2006, su richiesta dell'eparca Pietro, il sinodo della ROCOR mutò il nome dell'eparchia in quello attuale.